# Panicum brazzavillense
Panicum brazzavillense är en gräsart som beskrevs av Adrien René Franchet. Panicum brazzavillense ingår i släktet vipphirser, och familjen gräs. Inga underarter finns listade i Catalogue of Life.